# مجتمعات ريديت المثيرة للجدل
كان موقع الأخبار الاجتماعية ريديت أحياناً موضوعاً مثير للجدل بسبب وجود مجتمعات على الموقع (تعرف بـالمجتمعات الفرعية أو سبريديت) مخصصة للمواد الفاضحة أو المثيرة للجدل. في عام 2012 صرّح المدير التنفيذي للموقع ييشان وونغ بـ «نحن ندعم حرية التعبير. مما يعني أننا لن نقوم بحظر سبريديت المُهينة. لن نقوم بحظر المحتوى القانوني حتى ولو وجدناه مشيناً أوأدنّاه شخصياً».
مجموعة سبريديت لمطاردة الفتيات القاصرات (r/jailbait) مخصص لعرض صور الفتيات القاصرات أو الكشف عنها، كانت من أكثر المجموعات البارزة على الموقع قبل أن يُغلق في أكتوبر/تشرين الأول بعد تقرير من سي ان ان. الجدل الدائر حول مجموعة لقطات غريبة (r/Creepshots) المخصصة لعرض وكشف صور النساء التي التقطت لهن دون علمنّ أو موافقتهنّ حدث بعد سنة من حادثة إغلاق مجموعة سبريديت لمطاردة الفتيات القاصرات. وقد دفع الجدل حول مجموعة لقطات غريبة موقع جووكر Gawker إلى الكشف عن الهوية الحقيقية لمستخدم حساب أدريان تشين أحد مدراء سبريديت، والذي يدعى مايكل بروتش. وقد بدأ هذا النقاش في وسائل الإعلام حول أخلاقيات إخفاء الهوية والتهرب على الإنترنت.

## حظر المجتمعات الفرعية

### ضرب النساء
في 9 يونيو 2014، أغلق ريديت مجتمعا فرعيًا يدعى ريديت/ ضرب النساء. تم حظر المجتمع، الذي كان يعرض رسومًا بيانية للعنف ضد المرأة، بعد أن تبين أن مديريها يتشاركون المعلومات الشخصية للمستخدمين عبر الإنترنت، ويتعاونون لحماية بعضهم البعض من حظر المواقع الخارجية. بعد الحظر، قام مؤسس المجتمع بإعادة تشغيل مجتمع فرعي تحت اسم ريديدت/ ضرب النساء 2 في محاولة للتحايل على الحظر.

### برينسيلس
كان مجتمع ريديت برينسيلس الأكثر شعبية في مجتمعات ريديت الفرعية لـ زنا المحارم بعد حظر مجتمع ريديت زنا المحارم، حيث كسب 16900 متابع بحلول إبريل 2018. وقرر قادة مجتمع ريديت الفرعي حظر الأفراد الذين يدافعون عن القتل. ومع ذلك، روجت مجتمعات ريديت الفرعية للاغتصاب والانتحار. وتم حظرها في 30 سبتمبر 2019، بعد انتهاك سياسة محتوى ريديت فيما يتعلق بالابتزاز والمضايقة.